# Lukáš Zelenka
 (août 2016).
Si vous disposez d'ouvrages ou d'articles de référence ou si vous connaissez des sites web de qualité traitant du thème abordé ici, merci de compléter l'article en donnant les références utiles à sa vérifiabilité et en les liant à la section « Notes et références ».
Pour les articles homonymes, voir Zelenka.
Lukáš Zelenka est un footballeur international tchèque né le 5 octobre 1979 à Prague.
À la suite de sa formation au Sparta Prague, il émigre vers la Belgique, où il signe avec le RSC Anderlecht en 1998.
Il ne jouera jamais en équipe première et en viendra même aux poings avec son entraîneur Frankie Vercauteren.[réf. nécessaire]
Les deux saisons suivantes, Lukáš Zelenka est loué au club de Westerlo (D1 belge) avec lequel il remporte la coupe de Belgique en 2001.
Puis il est revendu au AC Sparta Prague par Anderlecht, pour une somme peu élevée.[évasif]
Il joue alors 4 saisons et demie comme titulaire, remportant 2 championnats (2003, 2005) et une coupe nationale (2004).
Zelenka participe à la Ligue des champions avec le Sparta.
Zelenka compte 3 sélections en équipe nationale tchèque A. Il devient également champion d'Europe espoirs en 2002, avec entre autres Petr Čech et David Rozehnal, en battant la France en finale.
Il est arrivé à Manisaspor qui l'a transféré pour 2 millions d'euros lors du mercato de janvier 2006.
En juillet 2008, il signe au club de KVC Westerlo.